# Ixora lecardii
Ixora lecardii är en måreväxtart som beskrevs av André Guillaumin. Ixora lecardii ingår i släktet Ixora och familjen måreväxter. Inga underarter finns listade i Catalogue of Life.